# Albert Vilmos
Albert Vilmos (Csíkszentkirály, 1886. augusztus 3. – Csíkszereda, 1971. február 7.) magyar pedagógiai szakíró és fordító.

## Életútja
A kolozsvári egyetemen szerzett magyar-latin szakos tanári képesítést. 1920-tól a csíkszeredai főgimnázium tanára. A Csíki Lapok, Erdélyi Tudósító munkatársa. Férfias élet címmel lefordította és kiadta M. J. Exner angol szerző szexuálpedagógiai művét (Csíkszereda 1934).

## Tanulmányai
- A magyar nyelv és irodalom tanításának szempontjai (Erdélyi Iskola, 1939-40)
- A székely nép humora, (A Székelyföld írásban és képben c. kötetben, Budapest, 1941)